# 狭叶金星蕨
狭叶金星蕨（学名：Parathelypteris angustifrons）为金星蕨科金星蕨属下的一个种。

## 扩展阅读
- 維基物種上的相關：狭叶金星蕨